# James Petiver
James Petiver (Hillmorton, Warwickshire circa 1663 – Londen 2 april 1718) was een Londense apotheker, lid van de Royal Society en van de Londense Temple Coffee House Botany Club. Hij is vooral bekend vanwege zijn publicaties over botanie en entomologie.

## Leven
Petevir werd geboren in Hillmorton in Warwickshire, waar zijn vader, eveneens James genaamd, een handel in garen en band had. Zijn moeder was Mary Elborowe. Hij volgde zijn opleiding aan de Rugby School en werd daarna leerling-apotheker bij Feltham in Londen, de apotheker van St. Bartholomew's Hospital. Later werd hij apotheker van Charterhouse School en vestigde zich als zelfstandig apotheker in Aldersgate Street, in Londen. Hij bleef daar de rest van zijn leven wonen. Op 27 november 1695 werd hij als lid in de Royal Society gekozen. In 1709 werd hij Demonstrator of Plants van de Society of Apothecaries. In 1711 was hij in Leiden, waar hij het museum (de collectie) van Paul Hermann aankocht in opdracht van Sir Hans Sloane. Hij stierf ongetrouwd in 1718 en ligt begraven in de St. Botolph's Church, in Aldersgate Street.

## Wetenschappelijk werk
Petiver legde veel Engelse volksnamen voor vlinders vast en bedacht er zelf ook een aantal. Hij gaf enkele van de eerste boeken over vlinders uit die naast de wetenschappelijke namen in Latijn, ook de Engelse namen gebruikten. Hoewel hij lid was van een aantal geleerde genootschappen, was hij zelf niet erg vaardig in het Latijn.
Hij benoemde de kleine ijsvogelvlinder (als White Admiral) en gaf aan de parelmoervlinders de naam Fritillaria, naar het Latijnse woord voor schaakbord.
Petiver ontving veel specimens, zaden en ander materiaal van zijn correspondenten in Amerika en de Britse kolonies. Na zijn dood werd zijn collectie opgekocht door Hans Sloane, voor de som van £4000. Een deel ervan bevindt zich nu in het Natural History Museum in Londen.

## Werken
- 1695-1703 Musei Petiveriani gedigitaliseerd op Google Books
- 1698 An account of some Indian plants etc. with their names, descriptions and vertues; communicated in a letter from Mr. James Petiver...to Mr. Samuel Brown, surgeon at Fort St. George, Philosophical Transactions of the Royal Society, Londen.
- 1700-1703 An account of part of a collection of curious plants and drugs, lately given to the Royal Society of the East India Company, Philosophical Transactions of the Royal Society, Londen
- 1702-06 Gazophylacii Naturae & Artis - een geïllustreerde catalogus van Britse insecten. gedigitaliseerd op website GDZ
- 1709-1711 Catalogus Classicus & Topicus Omnium Rerum Figuratum in V. Decadibus gedigitaliseerd op website Biblioteca Digital del Real Jardín Botánico de Madrid
- 1712 Pteri-graphia Americana gedigitaliseerd op website Biblioteca Digital del Real Jardín Botánico de Madrid, eveneens gedigitaliseerd op website GDZ
- 1713 Aquatilium Animalium Amboinae gedigitaliseerd op website GDZ
- 1715 Hortus Peruvanius medicinalis, or, The South-Sea herbal gedigitaliseerd op website Biodiversity Heritage Library
- 1717 Papilionum Brittaniae Icones - afbeeldingen van 80 Britse vlinders

- Author citation (botany): Petiver
- Gemeinsame Normdatei: 11770234X
- International Standard Name Identifier: 0000 0000 4887 5317
- Library of Congress Control Number: nr93030617
- Nederlandse Thesaurus van Auteursnamen: 242457622
- Réseau des bibliothèques de Suisse occidentale: 02-A022874358
- Istituto Centrale per il Catalogo Unico: PUVV295821
- SNAC: w6jx0dzm
- Système universitaire de documentation: 201464853
- Virtual International Authority File: 34799386
- WorldCat: E39PBJh4xFjfhF6rmKwCxTYXVC